# الكبيرة (منبج)
الكبيرة أو باشلي كما تعرف محليّاً، قرية سوريّة تتبع إداريّاً لمحافظة حلب منطقة منبج ناحية مركز منبج، بلغ تعداد سكانها 249 نسمة حسب التعداد السكاني لعام 2004.